# 崔孝演
崔孝演（？—？），字则伯，博陵郡安平县（今河北省衡水市安平县）人，出自博陵崔氏博陵第二房，北魏昭武将军、光州刺史、定州大中正、泰昌景子崔挺之子，北魏官员。

## 生平
崔孝演过继给伯父做嗣子，个性通达直率，络腮胡非常美丽，容貌身材魁伟。崔孝演从小没有做官的愿望，在家乡度日。河间王元琛担任定州刺史时，以崔孝演担任治中。经过很长时间，崔孝演出任瀛州安西府外兵参军，因为安西府裁撤而罢职。等到鲜于脩礼起兵反叛，崔孝演率领宗族亲党进入博陵郡郡城防守，为叛军攻陷。叛军认为崔孝演有民望，害怕他改变民心，很快将他杀害。崔孝演没有儿子，他的弟弟崔孝直以儿子崔士游作为崔孝演的后嗣。

## 家族

### 兄弟姐妹
- 崔氏，嫁北魏左光禄大夫、散骑常侍、骠骑大将军魏子建
- 崔孝芬，北魏车骑大将军、左光祿大夫、仪同三司、殿中吏部二尚书、泰昌子
- 崔孝暐，北魏征虏将军、赵郡太守
- 崔孝直，北魏卫将军、右光禄大夫
- 崔孝政，北魏太尉汝南王元悦行参军
- 崔嫔，魏孝文帝妃嫔

### 子女
- 崔士游，崔孝直第三子，过继崔孝演，仪同开府仓曹参军[5]